# 老君庙镇 (玉门市)

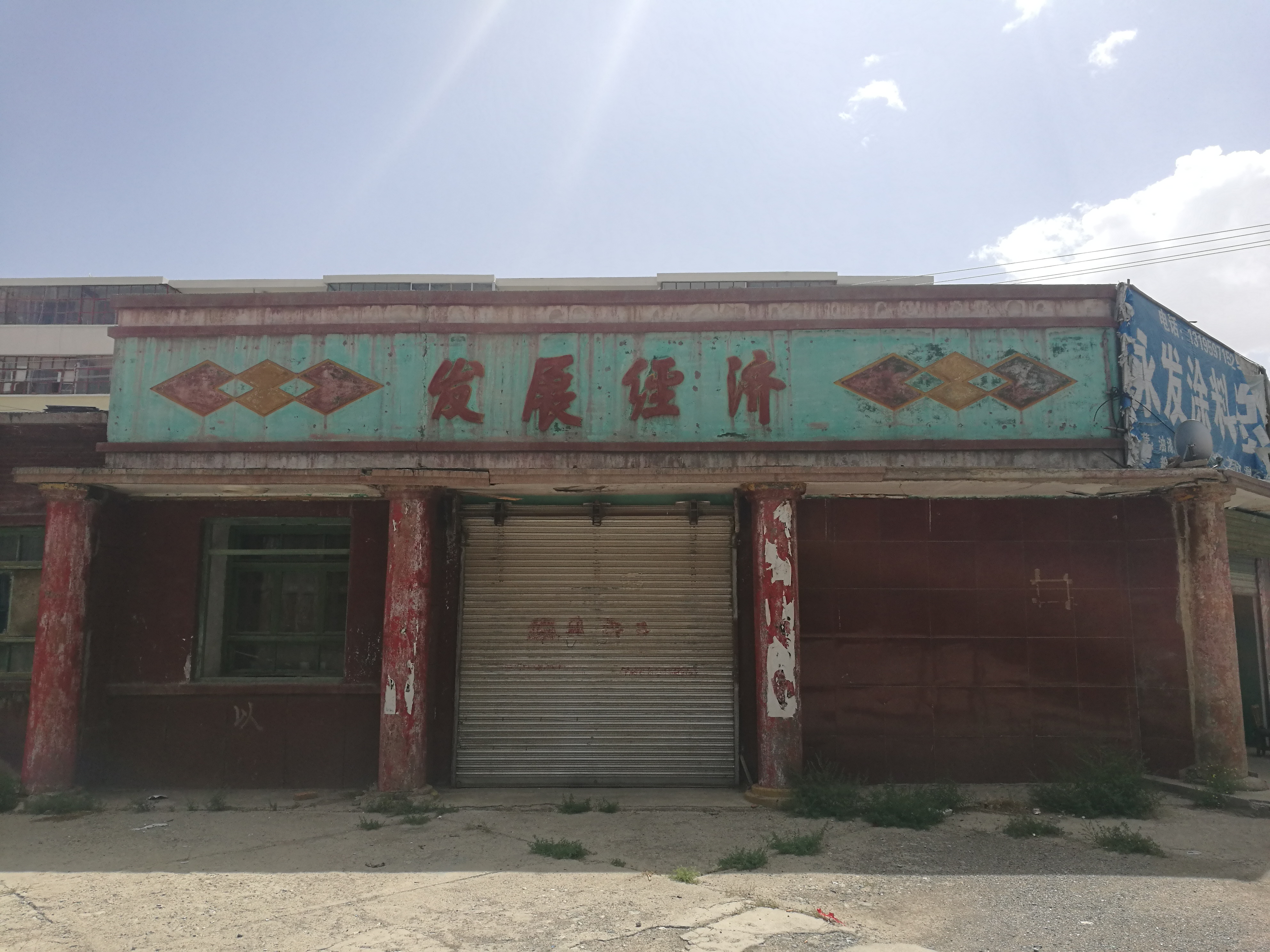
玉门市老市区(老君庙镇)，“发展经济”的牌匾

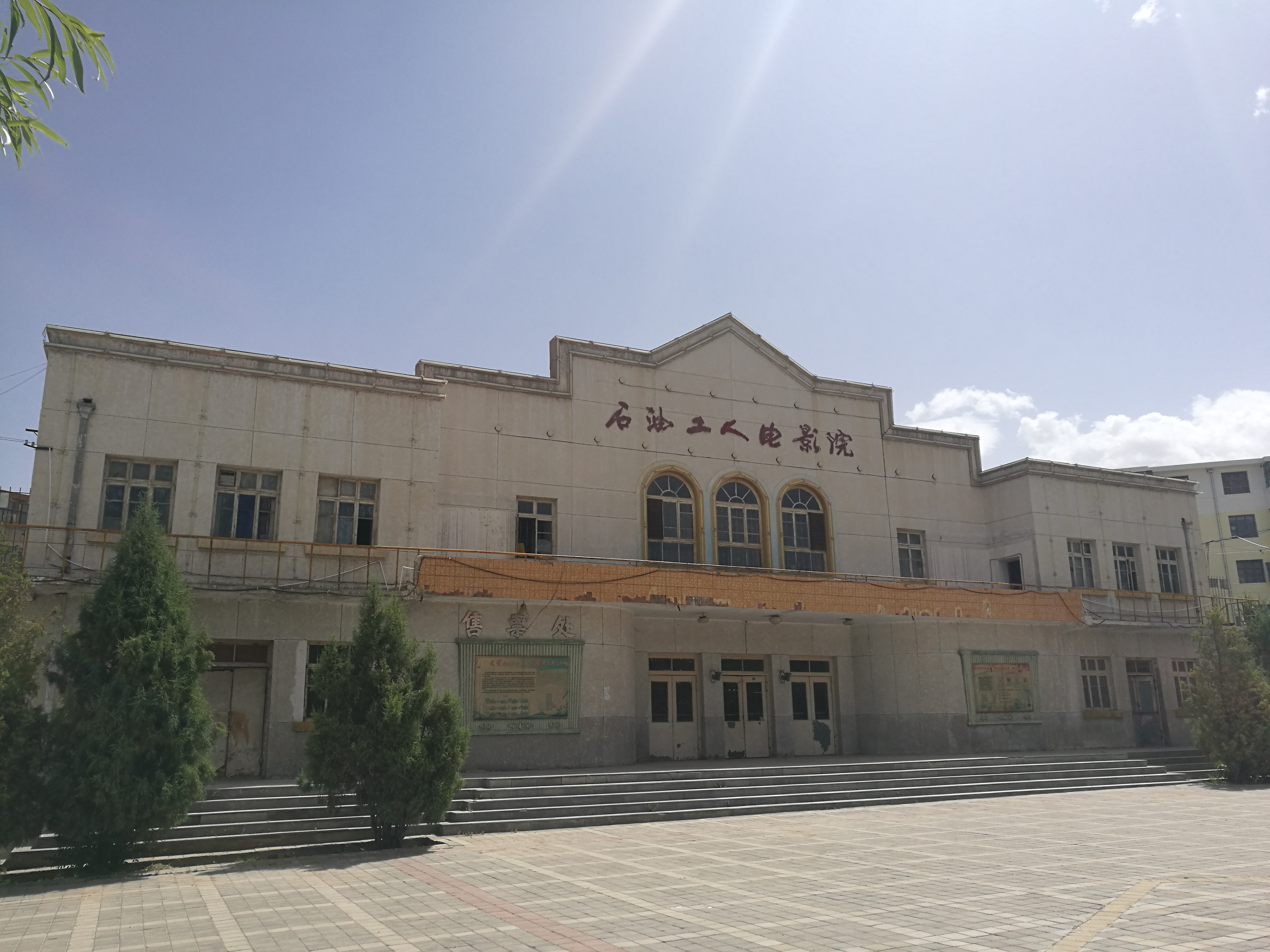
玉门市老君庙镇(老市区)的石油工人电影院

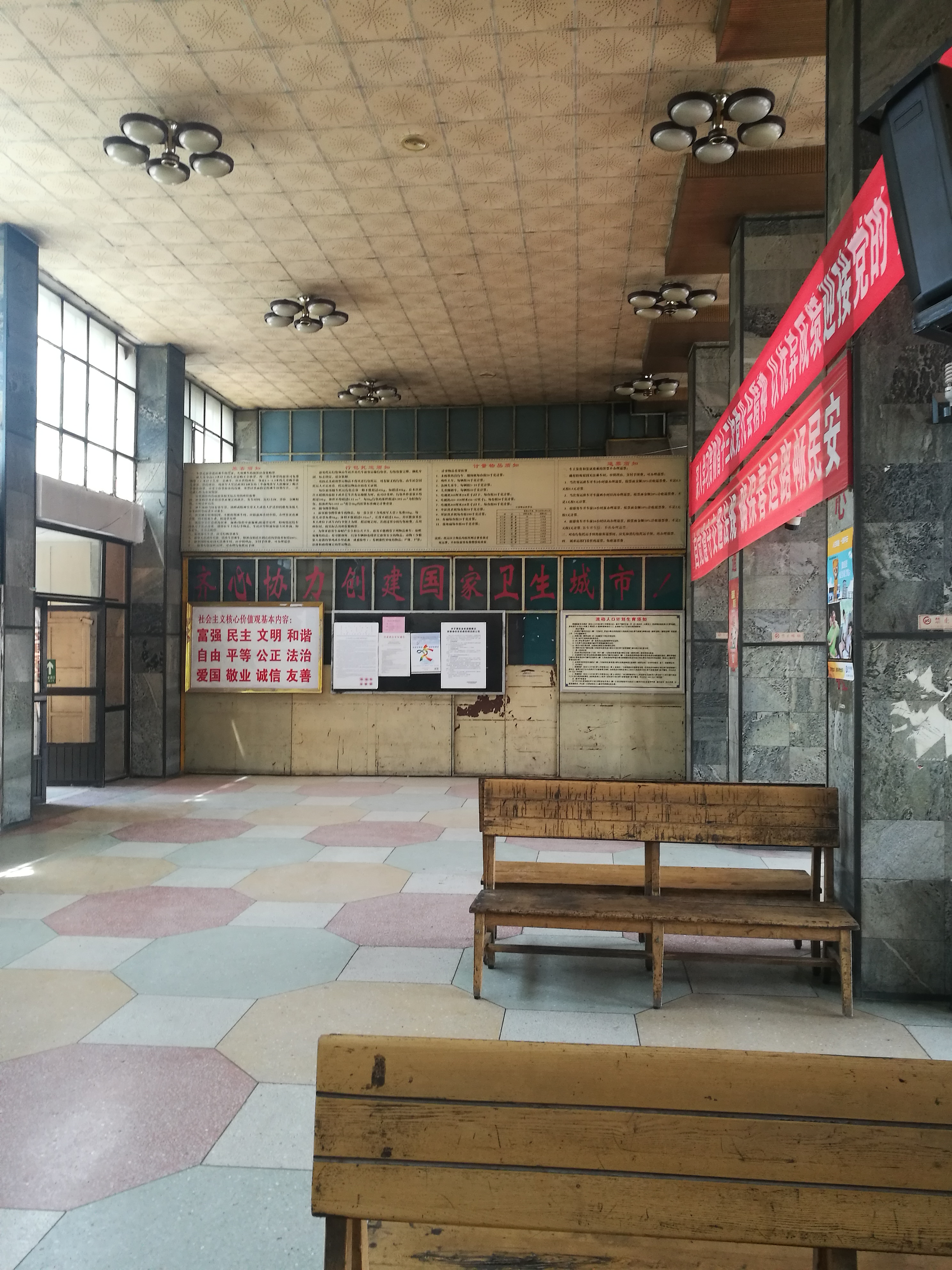
玉门市老市区(老君庙镇)汽车站大厅

老君庙镇，是中华人民共和国甘肃省酒泉市玉门市下辖的一个乡镇级行政单位。老君庙镇曾经是玉门市政府驻地，同时是中国石油工业的发祥地，1980年代巅峰时期有约13万居民，后因石油资源枯竭而逐渐衰落，2003年玉门市政府迁回玉门镇。

## 行政区划
老君庙镇下辖以下地区：
广场路社区、钻井路社区、安康路社区、友谊路社区、自由路社区、民族路社区、和平路社区、建设路社区、青年路社区、白杨河村、跃进村、清泉村和新民堡村。